# Чон Бон Чжун
Чон Бон Чжун(전봉준 (全琫準), 1853, Чолла-Пукто — 1895) — корейский революционер, руководитель крестьянского восстания Донхак (Тонхак).

## Биография
Родился в уезде Кобу, в провинции Чолладо (Южная Корея), в семье мелкого уездного чиновника, казнённого за организацию крестьянского восстания. В 1888 году вступает в секту Тонхак, руководит её отделением в Кобу. В 1894 году возглавил крестьянское восстание в провинции Чолладо, охватившее вскоре всю страну. Представляя наиболее радикальную часть руководства, Чон Бон Чжун в течение крестьянской войны порвал с представителями секты Тонхак, желавшими перевести вооружённое движение в петиционное, мирное течение. Был схвачен властями и казнён.